# Percival Kinnear Wise
Percival Kinnear Wise   (Hong Kong britànic, 17 d'abril de 1885 - Aldeburgh, 7 de juny de 1968) CMG DSO va ser un jugador de polo i oficial de la Royal Air Force britànic que va néixer a Hong Kong. Era fill d'Alfred Gascoyne Wise, jutge de la Cort Suprema d'Hong Kong.
El 1924 va prendre part en els Jocs Olímpics de París, on guanyà la medalla de bronze en la competició de polo, formant equip amb Frederick Barrett, Dennis Bingham i Fred Guest.
Va ser capità de grup i va servir a l'exèrcit indi britànic i la Royal Flying Corps. Pels seus serveis durant la Primera Guerra Mundial va ser reconegut amb l'Orde del Servei Distingit i l'Orde de Sant Miquel i Sant Jordi.